# Napad na Prekaz
Napad na Prekaz, također poznat i kao pokolj u Prekazu, je bila operacija srpske policije izvedena 5. ožujka 1998. godine tijekom koje je ubijen vođa Oslobodilačke vojske Kosova Adem Jašari s preko 50 članova njegove obitelji u Prekazu.
U Prekazu je, osim pripadnika OVK, ubijen i veći broj žena, djece i starijih ljudi. Pokolj u Prekazu se smatra jednim u nizu pokolja u oblasti Drenice, izvršenih od strane snaga sigurnosti Srbije tijekom rata na Kosovu.

## Uvod
Adem Jašari je bio osnivač i vođa Oslobodilačke vojske Kosova. Njegov brat Hamez Jašari je također bio istaknuti član. Obojica su živjeli u Prekazu. Kada je počela albanska pobuna na Kosovu, Adem i Hamez su sudjelovali u borbama protiv srpske vojske i policije.
Srpske vlasti su u siječnju 1998. u pokrajinu uvele specijalne snage sigurnosti. Ove su na napade OVK-a odgovorile odmazdom prema selima, koristeći helikoptere i oklopne transportere, vršeći brutalne pretrese po kućama i uhićujući ljude bez valjanih razloga.
28. veljače 1998. godine, grupa boraca OVK predvođena Ademom Jašarijem, napala je policijsku patrolu ubivši četiri policajca i ranivši dva. U sukobima je ubijeno 16 pripadnika OVK.

## Operacija
U zoru 5. ožujka 1998. godine započeo je veliki policijski napad na selo Donji Prekaz (Prekazi i Poshtem) u općini Srbica. U operaciji je sudjelovao SAJ, zajedno s PJP-om i redovnom policijom.
Prema službenoj policijskoj verziji događaja, srpske snage sigurnosti su okružile Jašarijevu obiteljsku kuću i pozvale ga na predaju. Policija im je dala dva sata da se predaju. U okviru zadatog roka, više desetina civila se predala i udaljila od uporišta. Nakon prolaska dvosatnog roka, Jašarijeva grupa je odgovorila upotrebom teškog naoružanja - minobacača, mitraljeza, ručnih granata, snajperskih pušaka, ubivši dva i ranivši tri policajca. Nakon toga je policija upotrebom teškog topništva sravnila Jašarijevu obiteljsku kuću sa zemljom, zajedno s 56 članova njegove obitelji, među kojima je bilo 18 žena i 10 djece. 
Human Rights Watch izvještava da su, iako se OVK upustio u borbu za vrijeme ovih napada, srpske specijalne snage pucale su bez razlike i na žene, djecu i ostale civile. Helikopteri i vojna vozila zasipali su seoske krovove rafalima, a onda su policijske snage ušle u selo, pucajući na kuće. Jašarija su ubili, kao i sve članove njegove obitelji, osim jedne jedanaestogodišnje djevojčice. U napadu je ubijeno najmanje 54 ljudi, uključujući veći broj žena, djece i starijih ljudi. Neki Albanci su također ubijeni bez suđenja dok su bili u policijskom pritvoru.
Od uže obitelji ubijeni su: Shaban Murat Jashari (74), Zahide Shaban Jashari (72), Zarife Rifat Jashari (49), Hamëz Shaban Jashari (47), Ferida Hamëz Jashari (43), Adem Shaban Jashari (43), Adile Adem Jashari (40), Selvete Hamëz Jashari (20), Hidajete Rifat Jashari (18), Fitim Adem Jashari (17), Afete Hamëz Jashari (17), Besim Hamëz Jashari (16), Valdete Rifat Jashari (14), Lirije Hamëz Jashari (14), Igballe Rifat Jashari (14), Kushtrim Adem Jashari (13), Blerim Hamëz Jashari (12), Igball Rifat Jashari (11), Fatime Hamëz Jashari (8), Blerim Hamëz Jashari (7).
U napadu na Prekaz poginula su i 2 pripadnika srpske policije: Rade Radaković (1961) i Andreas Končarević (1973).

## Nakon operacije
Srbijanska vlada je izrazila žaljenje za "žrtve albanske terorističke okrutnosti i nemilosrdnosti" pri čemu policija nije mogla znati da su tamo bili prisutni civili i da su "OVK teroristi krivi što nisu civilima dozvolili da napuste uporište". Jugoslavenski ministar unutrašnjih poslova je izjavio njemačkoj televiziji: "U Prekazu je vođena bitka kao u Drugom svjetskom ratu”, iako su strane agencije javile da "u Prekazu nije bilo bitke". 
Pokolj u Prekazu i drugi pokolji u Drenici počinjeni tih dana su predstavljali prekretnicu u kosovskoj krizi i označili početak ratnog sukoba. Ova ubojstva su radikalizirala kosovske Albance i pomogli povećanju članova OVK-a, koji je nakon toga počeo prerastao u "organizirani narodni pokret otpora" protiv beogradskih vlasti. Mnogi Albanci koji su bili pristaše Rugovine politike nenasilja nakon ovoga su se okrenuli oružanom otporu. Adem Jašari je nakon ovoga među kosovskim Albancima ostao upamćen kao heroj i mučenik.

## Vanjske poveznice
- Leševi u dolini Drenica  Arhivirana inačica izvorne stranice od 21. veljače 2010. (Wayback Machine) Upozorenje: eksplicitne slike
- Članak o zločinima na Kosovu - spominje se i Prekaz
- Razoreno kosovsko selo priča o noćnoj mori New York Times
- Izvještaj o Prekazu[neaktivna poveznica] Indepedent